# Amtsgericht Hohenmölsen
Das Amtsgericht Hohenmölsen war ein Gericht der ordentlichen Gerichtsbarkeit in Hohenmölsen.

## Geschichte
Von 1849 bis 1879 bestand in Hohenmölsen die Gerichtskommission Hohenmölsen des Kreisgerichtes Weißenfels. Im Rahmen der Reichsjustizgesetze wurden reichsweit einheitlich Oberlandes-, Land- und Amtsgerichte gebildet. Das königlich preußische Amtsgericht Hohenmölsen wurde mit Wirkung zum 1. Oktober 1879 als eines von 15 Amtsgerichten im Bezirk des Landgerichtes Naumburg im Bezirk des Oberlandesgerichtes Naumburg gebildet. Der Sitz des Gerichtes war die Stadt Hohenmölsen. Sein Gerichtsbezirk umfasste aus dem Landkreis Weißenfels den Stadtbezirk Hohenmölsen, den Amtsbezirk Domsen sowie Teile der Amtsbezirke Webau, Köttichau und Ober-Werschen. Am Gericht bestand 1880 eine Richterstelle. Das Amtsgericht war damit ein kleines Amtsgericht im Landgerichtsbezirk.
Im Zweiten Weltkrieg wurde das Amtsgericht Hohenmölsen 1943 zunächst in eine Zweigstelle des Amtsgerichtes Weißenfels umgewandelt und diese 1945 geschlossen.